# Ян Кола (галицький підстолій)
Ян Кола «Колюшко» (пол. Jan Koła «Koluszko»; пом. 1468) — польський шляхтич, урядник Республіки Обох Націй (Речі Посполитої), галицький підстолій.

## Життєпис
Син першої дружини галицького каштеляна Яна Коли з Далеєва.
У 1438 році був одружений з Ядвігою, дочкою Кристина з Мартинова, яка в 1439 році записала йому третю частину своїх маєтностей. У червні 1440 р. Ян фігурує десь у Литві. 1442 р. отримав від братів Лисець. У 1443 р. в розподілі з братом Клеменсом взяв Сопів (Sopów) з двором, Печеніжин, Ключів (Kluczów), половину Перерива, Хлібичин (Chlebieszyn) і всі королівські вислуги, між ними Грожану (Hrożana). Його дружина з розподілу між сестрами взяла в 1446 р. Мартинів, Roczstwo, Суботів (Sobotów), i Sułów. Приймає 1457 р. запис від чоловіка 1000 гривень до кінця життя на цілий маєток, а по його смерті погоджується зі шваґром і його синами і віддає  маєтності після чоловіка, а собі залишає тільки Мартинівські маєтності.
Помер бездітним у 1468 році.